# 1051
1051 (MLI) je bilo navadno leto, ki se je po julijanskem koledarju začelo na torek.

## Dogodki
- 26. marec - Umrlega grofa Maineja Huga IV. grofijo nasledi njegov sin Herbert II.
- 27. april - Umrlega provansalskega gorfa Fulka Bertranda nasledi mlajši brat Godfrej I.
- 10. avgust - Umrlega italonormanskega apulijskega grofa Droga nasledi mlajši brat Humfred (oba iz hiše Hauteville).
- Angleški kralj Edvard Spoznavalec izžene rivala za prestol Godwina, grofa Wesseškega in njegova sinova iz anglosaške hiše Wessex.[1]
- Kijevski veliki knez Jaroslav Modri prelomi z navado umeščanja Grkov na vrhovno mesto metropolita pravoslavne cerkve ter imenuje Ilariona Kijevskega.
- Francoski kralj Henrik I. se poroči s kijevsko princeso Ano, hčerko Jaroslava Modrega.
- Težavno leto za normandijskega vojvodo Viljema II., ki zatira upore samopašnih baronov.

## Rojstva
- 21. september - Berta Savojska, nemška kraljica, žena Henrika IV. († 1087)
- Edgar Atheling, anglosaški pretendent za angleški prestol († 1126)
- Mi Fu, kitajski slikar, pesnik, kaligraf († 1107)

## Smrti
- 26. marec - Hugo IV., grof Maineja (* 1018)
- 27. april - Fulk Bertrand, provansalski grof
- 11. junij - Bardo iz Mainza, nadškof Mainza (* 981)
- 10. avgust - Drogo Hautevillski, italonormanski grof Apulije (* 1010)

Neznan datum
- Bi Sheng, kitajski inženir, izumitelj (* 990)